# Cool World
Cool World (titulada Cool World: Una rubia entre dos mundos en España y Mundo Cool en Hispanoamérica) es una película de 1992 de acción y fantasía que combina personajes reales y dibujos animados. En la versión doblada para Hispanoamérica recibió el título fonético de Mundo Cool, pero a menudo la película es promocionada con diferentes títulos como El mundo de Hollywood o El mundo de Holli. Su historia narra la vida de Jack Deebs, un caricaturista que está a punto de cumplir su condena en la cárcel. Su serie de cómics «Cool World» describe un chiflado mundo poblado de doodles (garabatos) y noids (humanoides). Jack no sabe que «Cool World» en realidad existe, y un científico doodle ha perfeccionado una máquina que unirá a «Cool World» con nuestro mundo. A pesar de tener curiosidad por ver a su creación cobrar vida, Jack es cauteloso ya que sabe que no todo en «Cool World» es precisamente amistoso.

## Argumento
La película tiene dos lugares de ambientación: El mundo real y «Cool World», un mundo oscuro de personajes animados llamados «doodles». Frank Harris (Brad Pitt) es un joven ex soldado que tras sufrir un accidente (y la muerte de su madre), es  transportado a «Cool World» donde se convierte en detective de la policía. La película salta entonces a la historia del caricaturista Jack Deebs (Gabriel Byrne) que es encarcelado en el mundo real porque intentó asesinar al hombre con quien su esposa le estaba siendo infiel. En su tiempo en prisión, Jack Deebs se dedica a dibujar caricaturas y tiene alucinaciones con «Cool World» y una sexy doodle rubia, llamada Holli Would (Kim Basinger) que lo seducía con frecuencia como caricatura. Ante ello, Jack empieza a crear un cómic basándose concretamente en las ilusiones de «Cool World». Cuando Jack sale de prisión y regresa a su casa, en Las Vegas, Jack es misteriosamente llevado a «Cool World» mediante un rayo, y allí conoce a la caricatura Holli.
Jack y Holli desean hacer el amor, pero el propósito de Holli es tornarse noid (humana) e ir al mundo real, lo cual solo se consigue de esa manera. Por eso, las relaciones sexuales entre los doodles y los noids son ilegales, porque ello rompería el delicado equilibrio entre los dos mundos; de hecho, el propio Frank Harris tiene un romance platónico con Lonette, la caricatura de una sensual chica de cabello negro, a sabiendas de que no puede tener relaciones sexuales con ella. Al contrario, Frank Harris y su ayudante Nails la Araña, vigilan a Holli y después a Jack para que no cometan el acto ilegal. 
Cuando Holli por fin logra tener sexo con Jack, consigue volverse humana y con ello Jack logra volver al mundo real llevando consigo a Holli para tomarla como esposa, pero pronto empiezan los conflictos pues Holli es un personaje de caricatura que solo fue creada para seducir hombres, y no conoce otra forma de conducta. Enterado del incidente, Frank Harris entra al mundo real y se entera de que Holli busca introducir más caricaturas al mismo para dominarlo, usando un «portal» interdimensional. Finalmente, Holli logra su cometido introduciendo a varias caricaturas en el mundo real. 
Frank logra frustrar ese plan desactivando el «portal» y devolviendo a las caricaturas al  «Cool World», pero es asesinado por Holli cuando ella -por obra de Frank- vuelve a ser caricatura. Una vez cerrado el «portal», Holli y Jack son retornados como caricaturas al «Cool World» y el mismo Frank Harris retorna allí pero como caricatura: como humano asesinado por un dibujo está condenado a vivir como dibujo en el «Cool World». La trama concluye cuando Frank se reúne con Lonette y pueden ahora tener sexo sin problemas, mientras que Jack Deebs -ahora tornado en caricatura- planea su vida matrimonial con Holli, para desconsuelo de ella que no puede ya cumplir su deseo de ser humana.

## Personajes
- Gabriel Byrne: Jack Deebs
- Kim Basinger: Holli Would[3]
- Brad Pitt: Frank Harris
- Charlie Adler: Nails la Araña
- Candi Milo: Lonette

## Recepción
Si bien la película fue elogiada por la calidad técnica de sus dibujos y su soundtrack, fue duramente cuestionada por los críticos de cine al tener una trama poco coherente, y por personajes no bien construidos, además que la mezcla de animación y personajes en vivo no se veía convincente para los estándares de la década de 1990; sobre todo se rechazó la solidez y verosimilitud del personaje de Frank Harris como ex soldado vuelto detective, y se tachó a Holli Would de ser una versión «molesta e irritante» de femme fatale, al punto de no poder ser personajes cómicos ni serios. 
De hecho, la película fue acusada de copiar malamente todo el estilo de ¿Quién engañó a Roger Rabbit?, cinta estrenada cuatro años antes y con la cual fue inevitable compararla, sobre todo al considerar los personajes de Frank y Holli como versiones mediocres de Eddie Valiant y Jessica Rabbit respectivamente. Comercialmente, la película recaudó en todo el mundo poco más de 14.1 millones de dólares, lo cual significó un fracaso de taquilla al haberse reportado que tuvo un costo final de 28 millones.